# Championnats du monde de cyclo-cross
Les championnats du monde de cyclo-cross sont organisés par l'Union cycliste internationale (UCI) et ont lieu tous les ans en janvier ou février, à la fin de la saison de cyclo-cross. Comprenant à l'origine une seule course masculine, les championnats se sont étoffés d'épreuves et catégories supplémentaires au fil des éditions : une compétition amateurs (de 1967 à 1993, aujourd'hui disparue), puis une compétition junior depuis 1979 (17-18 ans), une compétition espoirs depuis 1996 (moins de 23 ans), une épreuve féminine sénior depuis 2000, une épreuve espoirs dames depuis 2016 et enfin une épreuve junior filles depuis 2020. En 2022, une épreuve test du format du relais par équipes est au programme. Elle devient compétition officielle l'année suivante.
Le critérium international de cross cyclo-pédestre, disputé jusqu'en 1949, faisait auparavant figure de championnat du monde officieux.

## Les compétitions
- Championnat du monde masculin, organisé depuis 1950.
- Championnat du monde amateur, organisé entre 1967 et 1993.
- Championnat du monde junior, organisé depuis 1979.
- Championnat du monde espoirs (moins de 23 ans) masculin, organisé depuis 1996.
- Championnat du monde féminin, organisé depuis 2000.
- Championnat du monde espoirs (moins de 23 ans) féminin, organisé depuis 2016.
- Championnat du monde junior féminin, organisé depuis 2020.
- Championnat du monde du relais mixte, organisé depuis 2022.

## Les lieux
| Année | Pays                 | Ville             |
| ----- | -------------------- | ----------------- |
| 1950  | France               | Paris             |
| 1951  | Luxembourg           | Luxembourg        |
| 1952  | Suisse               | Genève            |
| 1953  | Espagne              | Ognate            |
| 1954  | Italie               | Crenna            |
| 1955  | Saar                 | Sarrebruck        |
| 1956  | Luxembourg           | Luxembourg        |
| 1957  | Belgique             | Edelare           |
| 1958  | France               | Limoges           |
| 1959  | Suisse               | Genève            |
| 1960  | Espagne              | Tolosa            |
| 1961  | Allemagne de l'Ouest | Hanovre           |
| 1962  | Luxembourg           | Esch-sur-Alzette  |
| 1963  | France               | Calais            |
| 1964  | Belgique             | Overboelare       |
| 1965  | Italie               | Cavaria           |
| 1966  | Espagne              | Beasain           |
| 1967  | Suisse               | Zurich            |
| 1968  | Luxembourg           | Luxembourg        |
| 1969  | Allemagne de l'Ouest | Magstadt          |
| 1970  | Belgique             | Zolder            |
| 1971  | Pays-Bas             | Apeldoorn         |
| 1972  | Tchécoslovaquie      | Prague            |
| 1973  | Royaume-Uni          | Londres           |
| 1974  | Espagne              | Bera              |
| 1975  | Suisse               | Melchnau          |
| 1976  | France               | Chazay-d'Azergues |
| 1977  | Allemagne de l'Ouest | Hanovre           |
| 1978  | Espagne              | Amorebieta-Etxano |
| 1979  | Italie               | Saccolongo        |
| 1980  | Suisse               | Wetzikon          |
| 1981  | Espagne              | Tolosa            |
| 1982  | France               | Lanarvily         |
| 1983  | Royaume-Uni          | Birmingham        |
| 1984  | Pays-Bas             | Oss               |
| 1985  | Allemagne de l'Ouest | Munich            |
| 1986  | Belgique             | Lembeek           |
| 1987  | Tchécoslovaquie      | Mladá Boleslav    |
| 1988  | Suisse               | Hägendorf         |
| 1989  | France               | Pontchâteau       |
| 1990  | Espagne              | Getxo             |

| Année | Pays        | Ville               |
| ----- | ----------- | ------------------- |
| 1991  | Pays-Bas    | Gieten              |
| 1992  | Royaume-Uni | Leeds               |
| 1993  | Italie      | Corva               |
| 1994  | Belgique    | Coxyde              |
| 1995  | Suisse      | Eschenbach          |
| 1996  | France      | Montreuil           |
| 1997  | Allemagne   | Munich              |
| 1998  | Danemark    | Middelfart          |
| 1999  | Slovaquie   | Poprad              |
| 2000  | Pays-Bas    | Saint-Michel-Gestel |
| 2001  | Tchéquie    | Tábor               |
| 2002  | Belgique    | Heusden-Zolder      |
| 2003  | Italie      | Monopoli            |
| 2004  | France      | Pontchâteau         |
| 2005  | Allemagne   | Saint-Wendel        |
| 2006  | Pays-Bas    | Zeddam              |
| 2007  | Belgique    | Hooglede            |
| 2008  | Italie      | Trévise             |
| 2009  | Pays-Bas    | Hoogerheide         |
| 2010  | Tchéquie    | Tábor               |
| 2011  | Allemagne   | Saint-Wendel        |
| 2012  | Belgique    | Coxyde              |
| 2013  | États-Unis  | Louisville          |
| 2014  | Pays-Bas    | Hoogerheide         |
| 2015  | Tchéquie    | Tábor               |
| 2016  | Belgique    | Heusden-Zolder      |
| 2017  | Luxembourg  | Belvaux             |
| 2018  | Pays-Bas    | Fauquemont          |
| 2019  | Danemark    | Bogense             |
| 2020  | Suisse      | Dübendorf           |
| 2021  | Belgique    | Ostende             |
| 2022  | États-Unis  | Fayetteville        |
| 2023  | Pays-Bas    | Hoogerheide         |
| 2024  | Tchéquie    | Tábor               |
| 2025  | France      | Liévin              |
| 2026  | Pays-Bas    | Hulst               |
| 2027  | Belgique    | Ostende             |
| 2028  | Pays-Bas    | Hoogerheide         |
| 2029  |             |                     |
| 2030  | Belgique    | Namur               |

## Tableau des médailles
Ce tableau inclut toutes les médailles obtenues de 1950 à 2025 dans l'ensemble des catégories
| Rang  | Nation             | Or  | Argent | Bronze | Total |
| ----- | ------------------ | --- | ------ | ------ | ----- |
| 1     | Belgique           | 62  | 57     | 49     | 168   |
| 2     | Pays-Bas           | 53  | 42     | 47     | 142   |
| 3     | France             | 24  | 18     | 33     | 75    |
| 4     | Suisse             | 17  | 22     | 23     | 62    |
| 5     | Allemagne          | 14  | 22     | 14     | 50    |
| 6     | Italie             | 13  | 8      | 13     | 34    |
| 7     | Grande-Bretagne    | 13  | 8      | 5      | 26    |
| 8     | Tchéquie           | 10  | 15     | 17     | 42    |
| 9     | Tchécoslovaquie    | 10  | 9      | 9      | 28    |
| 10    | Danemark           | 2   | 1      | 2      | 5     |
| 11    | Allemagne de l'Est | 2   | 0      | 0      | 2     |
| 12    | États-Unis         | 1   | 8      | 3      | 12    |
| 13    | Espagne            | 1   | 4      | 0      | 5     |
| 14    | Canada             | 1   | 1      | 1      | 3     |
| 15    | Pologne            | 0   | 4      | 4      | 8     |
| 16    | Slovaquie          | 0   | 2      | 1      | 3     |
| 17    | Hongrie            | 0   | 1      | 1      | 2     |
| 17    | Luxembourg         | 0   | 1      | 1      | 2     |
| 19    | Autriche           | 0   | 0      | 1      | 1     |
| Total | Total              | 223 | 223    | 223    | 669   |